# Esenbeckia decidua
Esenbeckia decidua là một loài thực vật có hoa trong họ Cửu lý hương. Loài này được Pirani mô tả khoa học đầu tiên năm 1999.